# Resolutie 1041 Veiligheidsraad Verenigde Naties
Resolutie 1041 van de Veiligheidsraad van de Verenigde Naties werd unaniem door de VN-Veiligheidsraad aangenomen op 29 januari 1996.

## Achtergrond
Na de hoogdagen onder het decennialange bestuur van William Tubman, die in 1971 overleed, greep Samuel Doe de macht. Zijn dictatoriale regime ontwrichtte de economie en er ontstonden rebellengroepen tegen zijn bewind, waaronder die van de latere president Charles Taylor. In 1989 leidde de situatie tot een burgeroorlog waarin de president vermoord werd. De oorlog bleef nog doorgaan tot 1996.

## Inhoud

### Waarnemingen
De Veiligheidsraad uitte zijn bezorgdheid over recente schendingen van het staakt-het-vuren, aanvallen op de
ECOWAS-waarnemingsgroep en vertragingen bij de ontmanteling
en ontwapening van troepen. De partijen van het Abuja-akkoord moesten dit akkoord strikt en spoedig nakomen.

### Handelingen
Het mandaat van de VN-macht UNOMIL in Liberia werd tot 31 mei verlengd. Alle partijen in het
land werden opgeroepen de gesloten akkoorden na te komen. Daarbij stonden het staakt-het-vuren, ontwapening,
demobilisatie en verzoening voorop. De recente aanvallen op ECOMOG (de waarnemers van de ECOWAS) en op
burgers werden veroordeeld. Ook moesten alle partijen het personeel van ECOMOG, UNOMIL en de hulporganisaties
respecteren. De secretaris-generaal werd gevraagd tegen
31 maart te rapporteren over de vooruitgang en de planning van verkiezingen. In Liberia moesten de
mensenrechten gerespecteerd worden en moest ook het rechtssysteem in ere worden hersteld. Ten slotte
moesten alle landen zich aan het wapenembargo tegen Liberia
houden.

## Verwante resoluties
- Resolutie 1014 Veiligheidsraad Verenigde Naties (1995)
- Resolutie 1020 Veiligheidsraad Verenigde Naties (1995)
- Resolutie 1059 Veiligheidsraad Verenigde Naties
- Resolutie 1071 Veiligheidsraad Verenigde Naties

Lijst ·  1036 ·  1037 ·  1038 ·  1039 ·  1040 ·  1041 ·  1042 ·  1043 ·  1044 ·  1045 ·  1046 ·  1047 ·  1048 ·  1049 ·  1050 ·  1051 ·  1052 ·  1053 ·  1054 ·  1055 ·  1056 ·  1057 ·  1058 ·  1059 ·  1060 ·  1061 ·  1062 ·  1063 ·  1064 ·  1065 ·  1066 ·  1067 ·  1068 ·  1069 ·  1070 ·  1071 ·  1072 ·  1073 ·  1074 ·  1075 ·  1076 ·  1077 ·  1078 ·  1079 ·  1080 ·  1081 ·  1082 ·  1083 ·  1084 ·  1085 ·  1086 ·  1087 ·  1088 ·  1089 ·  1090 ·  1091 ·  1092